# Elinor Ostrom
Elinor Ostrom (Los Angeles, Kalifornia, 1933. augusztus 7. – Bloomington, Indiana, 2012. június 12.) amerikai közpénzügyekkel foglalkozó közgazdász, a 2009. évi Közgazdasági Nobel-emlékdíj egyik kitüntetettje. Mellette Oliver E. Williamson részesült az elismerésben. A díjat „a gazdasági kormányzás, elsősorban a közjavak elemzésében elért eredményeiért” kapta meg. Ő az első nő, aki emlékdíjat kap. A Politikatudományok Arthur F. Bentley Professzora, az Indiana University Bloomington Politikaelméletek és Politikaelemzések Tanszékének társigazgatója, az Arizona State University Szervezeti Különbözőségek Tanulmányozási Centrumának alapító tagja volt.

## Tanulmányai
Ostrom politikai tudományokból a UCLA-n szerezte meg elismeréssel együtt alapképzési diplomáját 1954-ben. Mesterfokozatot 1962-ben, doktori fokozatot pedig 1965-ben szerzett ugyanezen az egyetemen, mindkettőt politikai tudományokból.

## Pályafutása
1973-ban férjével, Vincent Ostrommal közösen megalapították a Workshop in Political Theory and Public Policy részleget az Indiana University keretein belül. A közösségi döntések elméletének, a bizalommal foglalkozó tudományágnak és a közjavak szakértőjének tekintik. A közszférát befolyásoló politikákat vizsgáló módszerei annyira eltérnek az addigiaktól, hogy a közösségi döntések elméletének egy új iskolájaként tekintenek rá. (Lásd Mitchell 1988).  Számos szervezeti tanulmányokkal, politikatudománnyal, közigazgatással kapcsolatos könyv szerzője volt.

## Kutatásai
Ostrom a közlegelők tragédiájához hasonló közgazdasági esetek egyik vezető kutatója volt. Ezen belül Ostrom munkái arra koncentrálnak, az emberiség és az ökoszisztéma kölcsönhatásai hogyan befolyásolják a  hosszú távon fenntartható terméshozamot. A fenti gondolatmenetet alkalmazni lehet többek között az erdőkre, halastavakra, gázmezőkre és legelőkre is. Ostrom munkássága arra világított rá, hogy az emberek hogyan hoztak létre teljesen eltérő szervezeti megállapodásokat az évezredek alatt, hogy megóvják az ökoszisztémát az összeomlástól. Ostrom azonban gyorsan hozzátette, hogy míg nagy számban lehet sikerekkel találkozni, az emberiség felelős a számtalan, az ökoszisztémában megjelenő káros folyamatokért is. Jelenlegi munkája kihangsúlyozta az emberiség és az ökoszisztéma közti kölcsönhatást jellemző ezerarcú kapcsolatot, és azt írta, nincs semmi olyan csodaszer, mely egymagában képes lenne megoldani a társadalom és az ökoszisztéma között felmerülő összes problémát.

## Elismerései
Ostrom a United States National Academy of Sciences tagja volt, az American Political Science Association volt elnöke. 1999-ben első nőként kapta meg az igen elismert Johan Skytte politikatudományi díjat, s 2005-ben a American Political Science Association neki adományozta a James Madison-díjat. 2008-ban első nőként megkapta a politikatudományok William H. Riker díját. 2009-ben a Tisch Civic Engagement Research Prize- zal jutalmazták eredményeit.

## Nobel-emlékdíj
2009-ben Ostrom első nőként részesült a Közgazdasági Nobel-emlékdíjban. A Svéd Királyi Tudományos Akadémia Ostromot "a gazdasági kormányzás elemzése miatt" választotta, mert munkássága meghatározó a tekintetben, miképp lehet egy közjószágot sikeresen menedzselni, hogy a vezetők a felhasználók. Ostrom és Oliver Williamson megosztva kapták meg a 10 millió svéd koronás díjat, a gazdaságirányításterén elért eredményeikért.
A Svéd Királyi Tudományos Akadémia szerint Ostrom 'kutatása ezt a témát az alternatív tudományterületről beemelte a tudományos világ figyelmének középpontjába', "azzal, hogy megmutatta, a közösségi erőforrásokat -– mint például az erdők, a halastavak, a gázmezők és a  legelők -– az ezeket használó emberek hogyan tudják sikeresen kezelni, s miért jobb, ha rájuk bízzuk a felhasználási döntéseket, semmint a kormányzatra vagy a magánvállalatokra." Ebben az értelemben Ostrom kihívás elé állította az általánosan elfogadott felfogást, s megmutatta, hogy ezeket az erőforrásokat privatizáció és kormányzati szabályozás nélkül is sikeresen lehet működtetni.

## Híres publikációi
- Governing the Commons: The Evolution of Institutions for Collective Action Ostrom, Elinor, Cambridge University Press, 1990
- Institutional Incentives and Sustainable Development: Infrastructure Policies in Perspective Ostrom, Elinor, and Schroeder, Larry, and Wynne, Susan, Oxford: Westview Press, 1993
- Rules, Games, and Common Pool Resources Ostrom, Elinor, and Gardner, Roy, and Walker, James, Editors, Ann Arbor, University of Michigan Press, 1994
- with Crawford, Sue E. S., “A Grammar of Institutions.” American Political Science Review 89, no.3 (September 1995): 582–600.
- A Behavioral Approach to the Rational Choice Theory of Collective Action: Presidential Address, American Political Science Association, 1997. Ostrom, Elinor, The American Political Science Review 92(1): 1–22. 1998
- Trust and Reciprocity: Interdisciplinary Lessons for Experimental Research, Volume VI in the Russell Sage Foundation Series on Trust, Elinor Ostrom and James Walker, Editors, Russell Sage Foundation, 2003
- Understanding Institutional Diversity Ostrom, Elinor, Princeton, Princeton University Press. 2005
- Understanding Knowledge as a Commons: From Theory to Practice Archiválva 2010. január 10-i dátummal a Wayback Machine-ben Ostrom, Elinor and Hess, Charlotte, Editors, The MIT Press, Cambridge, Massachusetts, 2006